# Tschako

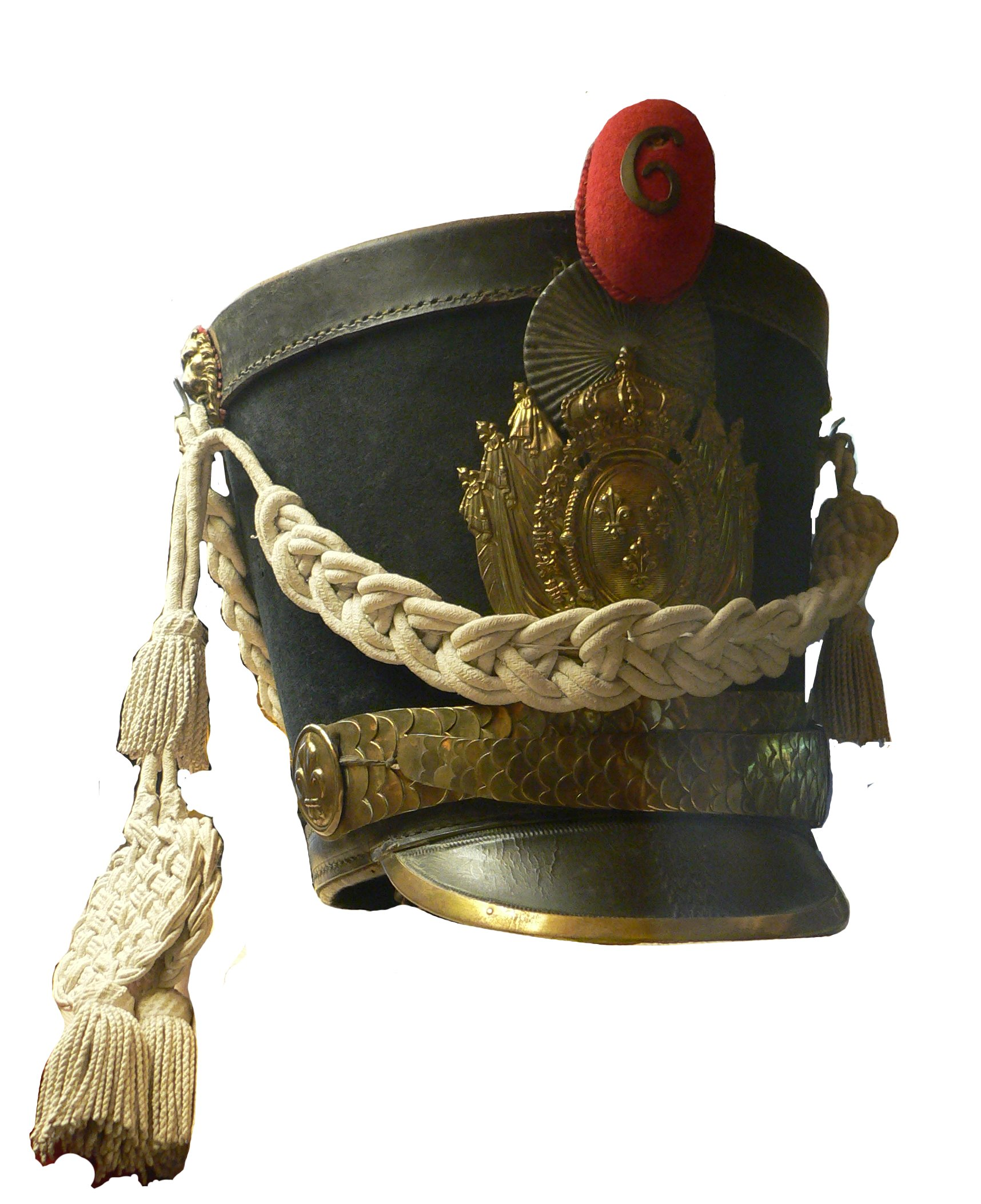
Tschako der französischen Leibgarde, ca. 1830

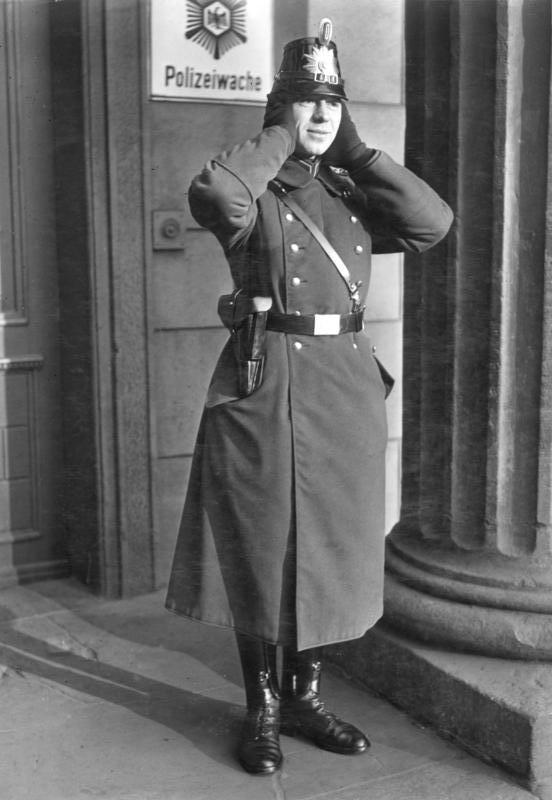
Berliner Schupo, 1937. Der alte Ledertschako noch mit dem republikanischen Polizeistern statt des NS-Hoheitsadlers

Der Tschako war einst eine militärische Kopfbedeckung von zylindrischer oder konischer Form; nach dem Ende der Monarchie in Deutschland (1918) wurde er dort auch von der Polizei getragen. In der Regel besitzt er einen Augen-, manchmal auch einen Nackenschirm. Gegen Ende des 18. Jahrhunderts entstand aus der Flügelkappe der Husaren (in Preußen „Schackelhaube“) der Tschako. Das ungarische Wort csákó bedeutet „Husarenhelm“. Aus dem Tschako entwickelten sich durch Verkleinerung und Materialeinsparung die Schirmmütze und das Käppi.
Beim deutschen Militär verdrängte 1916 der Stahlhelm den Tschako (Jäger, Schützen), die Pickelhaube (Infanterie, Artillerie, Dragoner) sowie Kolpak (Husaren) und Tschapka (Ulanen). Bei den deutschen Landespolizeien hielt sich der Tschako teilweise noch bis Anfang der 1970er, bevor ihn Schirmmütze, Barett oder der weiße Plastik-Schutzhelm mit klappbarem Klarsicht-Kurzvisier ersetzen.
Gegenwärtig ist bei zivilen Drum Corps ein bunter und auffällig gestalteter Tschako oft Teil des Outfits, Schreibweise und Aussprache orientieren sich dabei meist am US-amerikanischen Vorbild Shako ([ʃækoʊ], [ʃeɪkoʊ] oder [ʃɑːkoʊ]).

## Material
Anfänglich wurde der Tschako aus Filz, später auch ganz oder teilweise aus Leder gefertigt, um den Träger vor Säbelhieben zu schützen. Hinzu kam oft ein in der Regel metallener Kinnriemen (Schuppenkette), der zusätzlichen Schutz bot. Normalerweise waren Filz bzw. Leder in Schwarz gehalten, speziell bei den ungarischen Husaren wurde Filz in verschiedenen Farben verwendet. Bei der Polizei wurde der Korpus normalerweise aus Vulkanfiber hergestellt.

## Geschichte

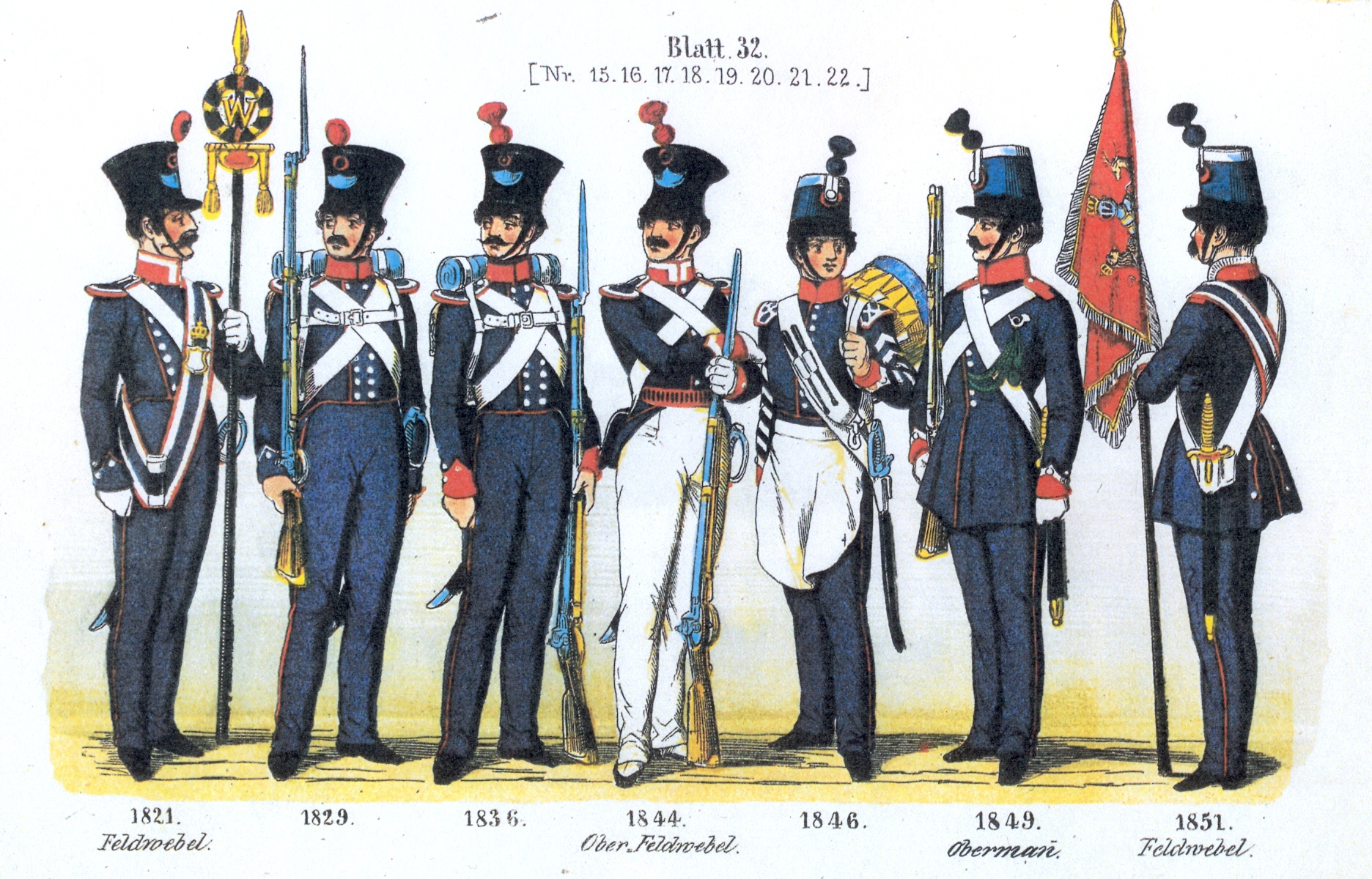
Veränderung des Tschakos der württembergischen Armee 1821–1851

### Militär
Während der Napoleonischen Kriege setzte sich der Tschako in fast allen europäischen Heeren als Hauptkopfbedeckung für Fußtruppen, leichte Kavallerie sowie die Artillerie durch, da er besseren Schutz als der zuvor übliche Filzhut bot. Zudem war er billiger herzustellen als die beispielsweise in Österreich und Württemberg getragenen Lederhelme (Kasketts). Auf der Vorderseite waren ein metallener Beschlag sowie in der Regel ein kokardenartiges Feldzeichen, das sogenannte National, angebracht. Zu Paraden konnte ein Stutz aus Haaren oder Federn aufgesteckt werden.
In Deutschland wurde der Tschako ab 1843 zuerst in der Preußischen Armee von der Pickelhaube weitgehend verdrängt, so dass ihn dort bis zum Ausbruch des Ersten Weltkrieges nur mehr die Jägertruppe, Maschinengewehr-Abteilungen, Teile der technischen Spezialtruppen wie Flieger-, Luftschiffer-, Telegraphentruppe, Seebataillone (Marineinfanterie), daneben Landwehr- und Landsturm verwendeten. Die letzte Version, der (preußische) Ledertschako M1895, war deutlich flacher als seine Vorgänger und besaß einen verkleinerten Deckel sowie eine am Hinterkopf gewölbte, ergonomisch geformte Hülse. 1897 erhielt er eine zusätzliche, in den Reichsfarben gehaltene Kokarde auf der rechten „Paradeseite“; die „Nationale“ in den Landesfarben rückte auf die linke Helmseite. Auf den Kokarden lagen entweder der Knopf 91, mit dem Kinnriemen (Mannschaften) oder Schuppenkette (Offiziere) befestigt waren.
Im Kaisertum Österreich 1806 eingeführt, wurde der Tschako in veränderter Form (z. B. die Infanterie-Modelle M1871 und M1891) seit 1868 nur noch zur Parade, im Wachdienst (falls nicht die Feldkappe befohlen war), im Ordonnanz- und Inspektionsdienst sowie in einzelnen Garnisonen auch außer Dienst an Sonn- und Feiertagen getragen. Im Feld und zum täglichen Dienst war indes eine zunächst Lagermütze genannte, seit 1871 dann Feldkappe titulierte Kopfbedeckung Vorschrift.
In der Mehrzahl der Armeen verlief die Entwicklung ähnlich. Heute wird der Tschako noch zu Repräsentationszwecken von Gardeeinheiten (z. B. Russland, Argentinien) oder Militärakademien (z. B. West Point oder St. Cyr) getragen.
In Belgien wurde ein schwarzer Filztschako noch 1914 von der Linieninfanterie getragen. Auf seiner Vorderseite befand sich eine in Messing geprägte Regimentsnummer. Im Gefecht zog man einen schwarzen Wachstuchüberzug über den Tschako, auf den die Regimentsnummer in weiß gemalt wurde. Zusätzlich war an dem Überzug vorne ein roter Wollpompon angebracht.

### Polizei
Als Teil der Polizei-Uniform war der Tschako in Deutschland bis zum Ende des Ersten Weltkrieges ungebräuchlich; Polizeien und Gendarmerien in den Bundesstaaten des Kaiserreichs trugen als Kopfbedeckung meist die Pickelhaube. Zur Polizei kam der Ledertschako in Deutschland über Jägereinheiten der Armee, die im revolutionären Berlin des Jahres 1919 Polizei-Aufgaben wahrnahmen. Ab Mitte/Ende der 1920er Jahre löste das ursprünglich preußische M1895 bei den meisten deutschen Polizeiorganen die bisherigen Kopfbedeckungen ab, wie bspw. in der Republik Baden die Pickelhaube der Beamten zu Fuß (Berittene besaßen den Tschako schon früher). Der Freistaat Sachsen führte mit dem M1928 ein eigenes Modell für die Gemeindepolizei ein, das die bis dahin getragenen steife Filzkappe mit Lederdeckel ersetzte, die jener der k.u.k. Offiziere und Beamten Österreich-Ungarns geglichen hatte. Der M1928 griff die Form der Kappe auf, erinnerte äußerlich aber gleichzeitig an den von der britischen Armee zwischen 1844 und 1855 getragenen (Prinz) Albert-Tschako, war jedoch flacher sowie am Hinterkopf gewölbt. Die sächsische sogenannte Hilfspolizei bzw. Landessicherheitspolizei, die als Bereitschaftspolizei fungierte, hatte indes seit ihrer Gründung 1919 den Jäger-Tschako der sächsischen Armee getragen.
Der Tschako wurde zum Dienst und zur Parade getragen; zum sogenannten kleinen Dienst (Innendienst und Dienstgänge jenseits des Streifendienstes) war meist eine Schirmmützen (Dienstmütze) üblich. Bei den Polizeien der Gemeinden, die alle die Polizeiausrüstung aus eigenen Mitteln bestreiten mussten, wurden jedoch die alten Kopfbedeckungen und Uniformen teilweise noch bis Mitte der 1930er Jahre getragen.
Während der NS-Herrschaft wurde eine aus Vulkanfiber gefertigte Version des M1895 deutschlandweit Standard. Der weißmetallene achtstrahlige Polizeistern, mit den Wappen der Länder, wich dem die ganze Frontseite einnehmenden eichenlaubumkränzten Hoheitsadler aus hohlgeprägtem Weißmetall, der in seinen Fängen ein ebenfalls umkränztes Hakenkreuz hielt. Der Überzug der Kopfhülse aus Filz oder Grundtuch war in der Farbe des seit 1936/37 grünen statt blauen Uniformgrundtuchs. Zuerst eingeführt wurde der neue Tschako 1936 bei der Ordnungspolizei in Preußen und im Saarland, ab 1937 dann im Restreich. Die Umstellung geschah sogar im selben Reichsland nicht ad hoc, sondern nahm oft einige Monate in Anspruch. Vollzugsbeamte der Gendarmerie trugen den neuen Tschako mit mittelbraunem statt schwarzem Deckel und Sturmriemen. Offiziere hatten statt des Sturmriemens eine zuhakbarer Metallschuppenkette, die bei der Schutzpolizei weiß-, bei der Gendarmerie gelbfarben und bei Generalen vergoldet war (bei letzteren auch das Hoheitsabzeichen in Gold).
Nach 1945 blieb der Tschako in der britischen Besatzungszone, in Berlin und in der SBZ/DDR Teil der Polizeiuniform, wobei man wieder zu einem Ledermodell mit achtstrahligem Polizeistern zurückkehrte. In der DDR erging 1962 ein Ministerbefehl zu seiner Abschaffung, dessen Umsetzung sich in Ost-Berlin bis 1964 hinzog. Einsätze wie bei der sogenannten Schlacht am Tegeler Weg am 4. November 1968 offenbarten die mangelnde Tauglichkeit des Tschakos als Kopfschutz gegen gewalttätige, Steine werfende Demonstranten. Die West-Berliner Schutzpolizei ersetzte ihn darum 1968/69 flächendeckend durch den thermoplastischen Schutzhelm Modell P68 (mit klappbarem Klarsicht-Kurzvisier), nachdem dieser schon vorher bei der Bereitschaftspolizei eingeführt worden war. In Nordrhein-Westfalen wurde der Tschako bis Anfang der 1970er Jahre getragen.

## Galerie

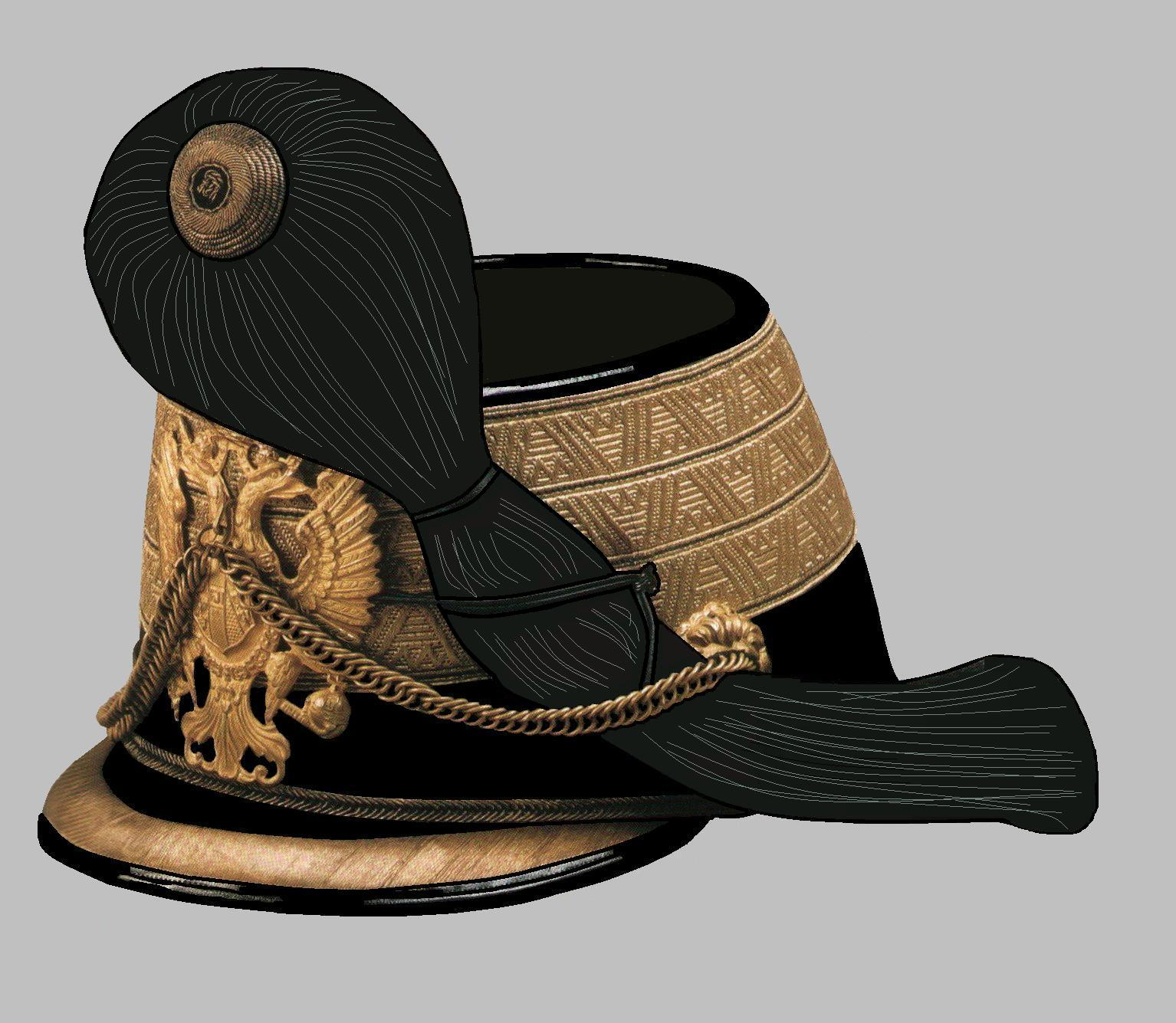
Tschako der österreichischen Artillerie, ca. 1900
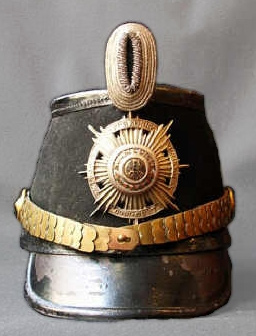
Tschako der Preußischen Gardeschützen ca. 1910
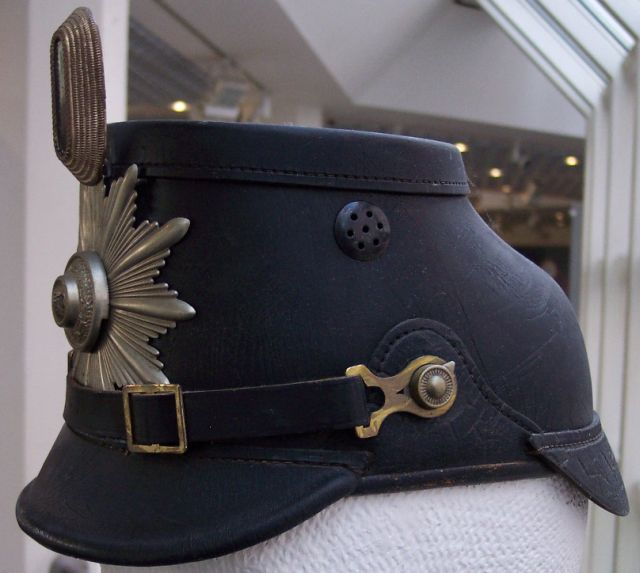
Tschako für Mannschaften der preußischen Landespolizei, ca. 1930, Kinnriemen an Knopf 91
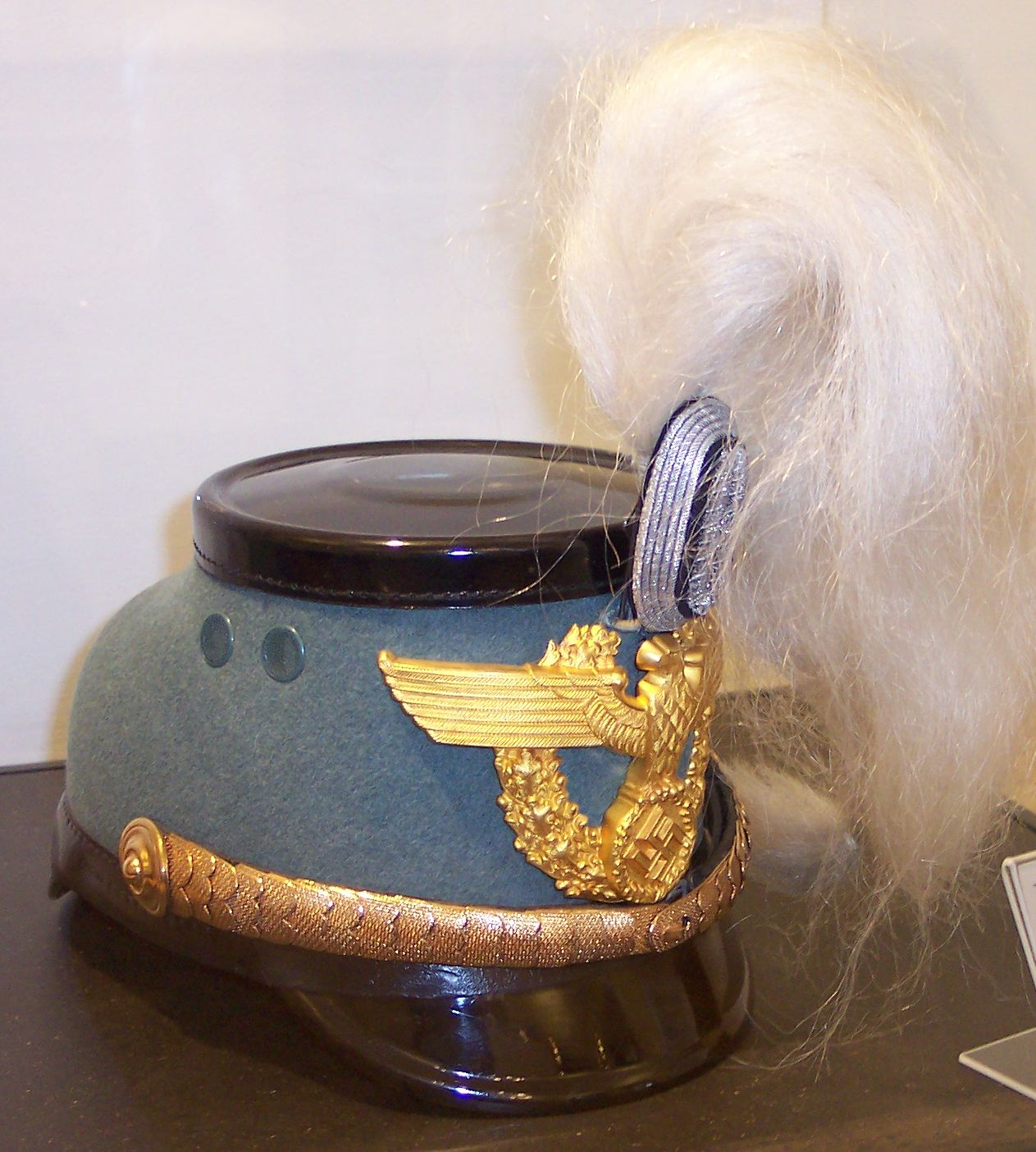
Parade-Tschako für einen General der Ordnungspolizei ca. 1940